# Кондратьев, Сергей Игнатьевич
Сергей Игнатьевич Кондратьев (1891 или 1892, с. Верхне-Тагильский завод, Екатеринбургский уезд, Пермская губерния, Российская империя — 1938, Бутово-Коммунарка, Московская область, РСФСР, СССР) — командир Отдельной мотострелковой дивизии особого назначения, комбриг (23 декабря 1935).

## Биография
Родился в селении Верхне-Тагильский завод Екатеринбургского уезда Пермская губерния (ныне — город Верхний Тагил Свердловской области), в русской семье горнорабочего.
После окончания сельского училища отец определил 14-летнего Сергея в слесарную мастерскую Тагильского завода.
В 17 лет становится чернорабочим на Калатинском медном руднике чернорабочим, а затем его перевели в шахту на добычу медной руды. Здесь он проработал до призыва в царскую армию. Успешно закончил учебную команду 131-го Тираспольского полка в Калуге. Затем унтер-офицер пехоты С. И. Кондратьев прослужил в Особом Сибирском корпусе в Тургайской области шесть лет и возвратился на Урал.
Член РКП(б) c марта 1917. Через неделю призвали в 1-й Уральский батальон и назначили помощником командира роты. Был помощником коменданта ст Невьянск, квартирмейстером 266-го рабочего стрелкового полка имени Малышева, начальником хозяйственной части, связи того же полка. Служил в первой советской трудовой армии, был комендантом поезда командующего 16-й армией, а в июне 1920 откомандирован в распоряжение начальника особого отдела 16-й армии, где исполнял различные должности.
С июня 1921 начальник отделения по борьбе с бандитизмом ЧК БССР. Потом становится заместителем председателя ГПУ Белоруссии, а затем старшим инспектором войск ОГПУ Западного края. С 1923 по 1930 возглавлял Управление погранохраны и войск ОГПУ Дальневосточного края, где впервые в СССР восстановил традицию зачисления навечно в списки части. С 5 октября 1930 до апреля 1936 являлся командиром-военкомом Отдельной дивизии особого назначения имени Ф. Э. Дзержинского.
Затем до ареста являлся заместителем коменданта Московского кремля. Проживал в доме на набережной. Арестован 12 апреля 1938. Приговорён ВКВС СССР по обвинению в принадлежности к антисоветской организации «ПОВ» и участии в военно-фашистском заговоре к ВМН с конфискацией имущества, лишением воинского звания и наград. 26 августа 1938 расстрелян, 11 (по другим сведениям 27) августа 1956 посмертно реабилитирован.

## Семья
Его жене Варваре Иосифовне выдали справку, что муж умер 12 сентября 1940, а через несколько лет дату смерти «уточнили» на 5 августа 1942.